# 保加利亚—韩国关系
保加利亚—韩国关系（韓語：대한민국-불가리아 관계）是指大韩民国和保加利亚之间的双边关系。两国于1977年首次接触，并于1990年3月23日建立大使级外交关系，此后双边关系友好顺利发展。保加利亚也是少数与北韓、南韓互设大使馆的国家之一。

## 政治交流
在1948年大韩民国成立到东欧剧变之前，保加利亚於1948年11月29日承認朝鮮民主主義人民共和國並建交，不承认大韩民国:12。而处于西方集团的大韩民国奉行反共主義，與保加利亚等社會主義國家没有建立正式的外交关系。但在1977年，韩国外交官首次获准进入保加利亚，保加利亚也成为东欧第一个允许韩国外交官入境的国家。
1988年，卢泰愚就任韩国总统，在外交上实施北方政策，并藉助1988年夏季奧林匹克運動會的機遇，改善与保加利亚在内的東歐社會主義國家间的外交关系。保加利亚亦于1990年3月23日与韩国建交:15。韓國则于当年5月22日在索非亚开设驻保加利亚大使馆。
而随着保加利亚与韓國建立外交关系，两国人员频繁互访，保加利亚与北韩的关系也渐行渐远，保加利亚也不断加强了对北韩实施的制裁。

### 人员交流
韩国：总理韓明淑、金滉植、李洛渊、外交部长崔浩中、尹炳世
保加利亚：总统哲柳·哲列夫、格奥尔基·珀尔瓦诺夫、罗森·普列夫内利耶夫、总理博伊科·鲍里索夫

## 经济关系

### 双边贸易
2021年，韩、保双边贸易额达到6.03亿美元，其中，韩国进口4.36亿美元，主要从保加利亚进口穀物、飼料、銅和廢料。韩国出口1.67亿美元，主要向保加利亚出口合成樹脂、汽車、聚酯纖維等产品。

### 相互投资
截至2021年，韩国在保加利亚的总投资额达到2.76亿美元，而保加利亚在韩国的总投资额达到140万美元。

## 人文交流
韩国文化体育观光部已经批准世宗学堂在保加利亚首都索非亚开设，以教授韩语课程。为韩国在保加利亚的首个世宗学堂。索非亚大学等高等院校也设置有韩语专业。保加利亚亦通过文化宣传民间团体，以本国中小学教员为中心开展了韩国研讨会等教育培训活动以推广韩国文化韩国外国语大学等高等院校也有开设保加利亚语专业。。
歐盟成員的保加利亞尚未獲准加入申根區，但基於《申根公約》，該國實行與申根區相同的簽證政策。持韓國護照之韓國公民可以申根區免簽證入境，停留日數與申根區合併計算，每6個月期間內總計可停留90天。而持有歐盟護照的保加利亞公民也可以免簽證的方式入境韓國，停留期限不超过90天。

## 外部連結
- 韓國外交部－保加利亞共和國簡介 （页面存档备份，存于）
- 韩国驻保加利亚大使馆 （页面存档备份，存于）（保加利亚文） 
- 保加利亚驻韩国大使馆 （页面存档备份，存于）（保加利亚文） （英文）